# 胡木英
胡木英（1941年1月23日—），女，祖籍江苏盐城，生于陕西延安，国家工商总局处级退休干部。北京延安儿女联谊会会长、延安精神研究会理事。胡乔木之女。

## 生平
1941年1月23日，胡木英在延安中央医院出生。1949年，胡木英在学校的广播里收听中华人民共和国开国大典。在大跃进中，她随所在的班级也参与了大炼钢铁。1964年，胡木英在外交学院被吸收为中国共产党预备党员。为积极加入中国共产党，她在参加大学生挖运河锻炼时，由于劳累而患肾炎。为此，父亲胡乔木写了一封长信，告诉她这不代表值得骄傲。文化大革命期间，胡木英的父母被清洗，而刚从学校毕业的胡木英被送到铸造厂工作。后来，胡木英到国家工商总局工作，作为国家工商总局的处长退休。
2002年，胡木英任北京延安儿女联谊会会长，组成该会理事会及会长会议。2012年2月4日，北京延安儿女联谊会在保利大厦天地剧场举办新春团拜会，1200多人参加，胡德华（育英同学会会长）、王东哈（北京延安儿女联谊会副秘书长）等人均参加并发言，北京延安儿女联谊会会长胡木英在致辞中表达了对时局的关注及对现实的不满，呼吁反腐败，并希望2012年底即将召开的中共十八大产生的新领导班子正视危机。中国共产党第十八次全国代表大会之后，产生了以习近平为总书记的新一届中共中央领导集体，随后开始了大规模反腐败行动。
2014年2月15日，在北京延安儿女联谊会新春团拜会上，胡木英在长篇发言中提到拥护并支持习近平反腐败，呼吁红二代“不打横炮、不帮倒忙、不信谣不传谣、不干扰党中央的部署”。
2015年2月3日，所谓“革命后代”组成的各社团：北京延安儿女联谊会、北京开国元勋文化促进会、中共党史人物研究会井冈红军人物研究分会、新四军研究会、西花厅联谊会、红岩儿女联谊会、北京西路军后代联谊会、东北军爱国将士后代联谊会、北京中直育英同学会、北京八一学校校友会、北京育才学校校友会、北京十一同学会等，在北京八一电影制片厂举办新春团拜会，与会者近千人。胡木英在会上发言，支持以习近平为总书记的中共中央推行的改革，认为反腐败“取得一个又一个胜利”，赞同外交新格局。

## 家庭
- 父：胡乔木，和谷羽共育有一女两子。
- 母：谷羽
- 大弟：胡石英，联合国北北合作组织副主席。
- 二弟：胡海泳，文化大革命中病逝。[3]